# لوبيراميد
لوبيراميد هو دواء يستعمل في علاج الإسهال، حيث يقوم بتقليل عدد مرات الخروج. يستعمل لهذا الغرض في حالات الالتهاب المعدي المعوي وداء الأمعاء الالتهابي ومتلازمة الأمعاء القصيرة.
يستعمل لوبيراميد في حالات الإسهال المختلفة مثل الإسهال الحاد غير محدد السبب وإسهال المسافرين ومتلازمة القولون المتهيج والإسهال المزمن بسبب اقتطاع الأمعاء والإسهال المزمن بسبب داء الأمعاء الالتهابي. كما ينفع في تقليل إخراج فغر اللفائفي.
ومن الاستعمالات الأخرى غير المصرح بها استعماله في علاج الإسهال الناتج عن العلاج الكيمياوي وخصوصا المتعلق باستعمال الإرينوتيكان.
لا ينصح باستعماله في حالات الإسهال الدموي ، الذي يحصل في حالات التفاقم الحاد لالتهاب القولون التقرحي أو التهاب الأمعاء البكتيري.
يؤخذ الدواء عن طريق الفم.
يعد لوبيراميد أقل أعراض جانبية وأكثر كفاءة مقارنة بديفينوكسيلات. يباع تحت الاسم التجاري إيموديوم، هو دواء مستخدم لتقليل إسهال.
صنع في 1969 واستخدم طبياً في عام 1976 . وهو على قائمة منظمة الصحة العالمية للأدوية الضرورية التي تعي بأهم الأدوية المستخدمة في أي نظام رعاية صحية أساسي. يباع على شكل دواء مكافئ وهو غير مكلف. ثمن البيع بالجملة تقريباً ما بين 0.004 إلى 0.04 دولار أمريكي للجرعة. وثمن بيعه في الولايات المتحدة الأمريكية يبلغ 0.2 دولار أمريكي للجرعة.

## استخدامات طبية
لوبراميد فعال لعلاج عدة أنواع من إسهال. وهذا يتضمن السيطرة على الإسهال الحاد اللانوعي، إسهال المسافرين الخفيف، متلازمة القولون المتهيج، الإسهال الحاد المزمن نتيجة الاستئصال الجزئي للأمعاء والإسهال المزمن نتيجة داء الأمعاء الالتهابي. وهو مفيد أيضاً للتقليل من نتائج فغر اللفائفي. ومن استخدامات لوبراميد الخارجية الإسهال نتيجة العلاج الكيماوي خاصة المتعلقة باستخدام إرينوتيكان.
يجب عدم استخدام لوبراميد كعلاج أساسي في حالات الإسهال الدموي، التفاقم الحاد التهاب القولون التقرحي أو التهاب الأمعاء والقولون البكتيري.
يقارن اللوبراميد غالباً بالدايفينوكسيليت. diphenoxylate تقترح دراسات حديثة أن لوبراميد له فاعلية أكبر ومضاعفات جانبية أقل.

## مضاعفات جانبية
التفاعلات الدوائية الضارة متعلقة عامةً بالإمساك (والذي يحدث في 1.7-5.3% من المستخدمين), الدوار (إلى حد 1.4%), الغثيان (0.7%-3.2%) والتشجنات البطنية (0.5%-3%). تفاعلات دوائية نادرة ولكن خطيرة تتضمن: تضخم القولون السمي، انسداد معوي، الوذمة الوعائية، تظاهرات شديدة وفورية للحساسية، تقشر الأنسجة المتموتة البشروية التسممي، متلازمة ستيفن-جونسون، حمامى متعددة الأشكال، الاحتباس التبولي وضربة الشمس. الأعراض المتكررة للجرعة الزائدة من لوبراميد هي الدوار، التقيؤ وألم في البطن أو حرقة.

### موانع الاستعمال
يجب أن يتوقف العلاج في حالات حمى أو إذا وجد زحار(ديزنطاري). لا ينصح بالعلاج للمرضى الذين قد يعانون من مضاعفات ضارة من إمساك الارتدادي. لوبراميد ممنوع الاستعمال كعلاج أساسي إذا كان هناك شك بأن الإسهال مرتبط بالجراثيم الاجتياحية لجدار الأمعاء بما فيها إشريكية قولونية O157:H7 والسالمونيلا.
العلاج اللوبراميد لا يستخدم أيضاً في حالات الاتهاب العرضي لجرثومة المطثية الصعبة (العسيرة) C.difficle لأنه قد يزيد من خطورة احتباس السموم وتضخم القولون السمي.
يجب أن يستخدم لوبراميد بحرص مع المرضى الذين يعانون من قصور كبدي بسبب أيض الدواء أثناء تأثير المرور الأولي. بالإضافة إلى ذلك، الحذر يجب أن يستخدم عند علاج المرضى في الحالات المتقدمة من إيدز لأنه قد تم العثور على حالات من التهاب القولون السمي الفيروسي والبكتيري. إذا لوحظ وجود تمدد بطني، العلاج باللوبراميد يجب أن يتوقف. .

### الأطفال
لا ينصح باستخدام لوبراميد للأطفال تحت سن العامين. لقد وجد تقارير نادرة من انسداد معوي القاتل متعلقة بالتمدد البطني. معظم هذه التقارير حدثت في حالات زحار الحادة، والجرعة المفرطة، وفي المرضى الأطفال الأقل من عامين. وفي مراجعة منهجية وتحليل ميتا تم إجراءها على تجارب مرجعية للوبراميد في أطفال تحت عمر ال12 وقد وجدوا مضاعفات جانبية خطيرة حدثت فقط في الأطفال تحت عمر الثلاث سنوات. الدراسة ذكرت أن استخدام اللوبراميد يجب أن يكون ممنوعاً في الأطفال تحت عمر الثلاث سنوات، والذين يعانون من أمراض جهازية، وسيئة التغذية، والذين يعانون من الجفاف نوعاً ما أو لديهم دمٌ في البراز. في عام 1990 كل تركبيات الأطفال المتعلقة بمانع الإسهال لوبراميد مُنعت في باكستان.

### الحمل والرضاعة
لا يحبذ استخدام لوبراميد في المملكة المتحدة أثناء الحمل ولا من قبل الأمهات المرضعة. في الولايات المتحدة الأمريكية تم تصنيف لوبراميد كصنف سي للحمل.أظهرت دراسات أجريت على فئران نموذجية أنه لا وجود للتأثيرات المشوهة على الجنين، ولكن لم تجرى دراسات كافية لإثبات ذلك على الإنسان. دراسة مرجعية استطلاعية واحدة ل89 امرأة تعرضوا للوبراميد أثناء الفصل الأول من حملهم وأظهرت أن لا خطورة للتشوهات الخلقية. ولكن كانت هذه دراسة واحدة على عينة صغيرة من الناس. . يمكن للوبراميد أن يوجد في حليب الرضاعة ولا ينصح به للأمهات المرضعة.

## التفاعلات الدوائية
يعد لوبراميد ركيزة للبروتين السكري Glycoprotien-P. ولهذا يزداد تركيز اللوبراميد عند إعطاءه مع مثبطات البروتين السكري P . ومن هذه المثبطات المشهورة كوينيدين، ريتونافير كيتوكونازول. وللوبراميد القدرة على تقليل تركيز ركائز أخرى للبروتين السكري. كمثال، تركيز ساكوينافير يقل بمقدار النصف عند إعطاءه مع اللوبراميد.
لوبراميد دواء مضاد للإسهال يقلل من حركة الأمعاء. ولهذا عند إعطاءه مع أدوية أخرى مثبطة للحركة الدودية تزداد فرصة حدوث الإمساك. ومن هذه الأدوية أشباه أفيونياتs, مضاد الهستامين، مضاد الذهانs, and مضادات الكولينs.

## آلية عمل الدواء

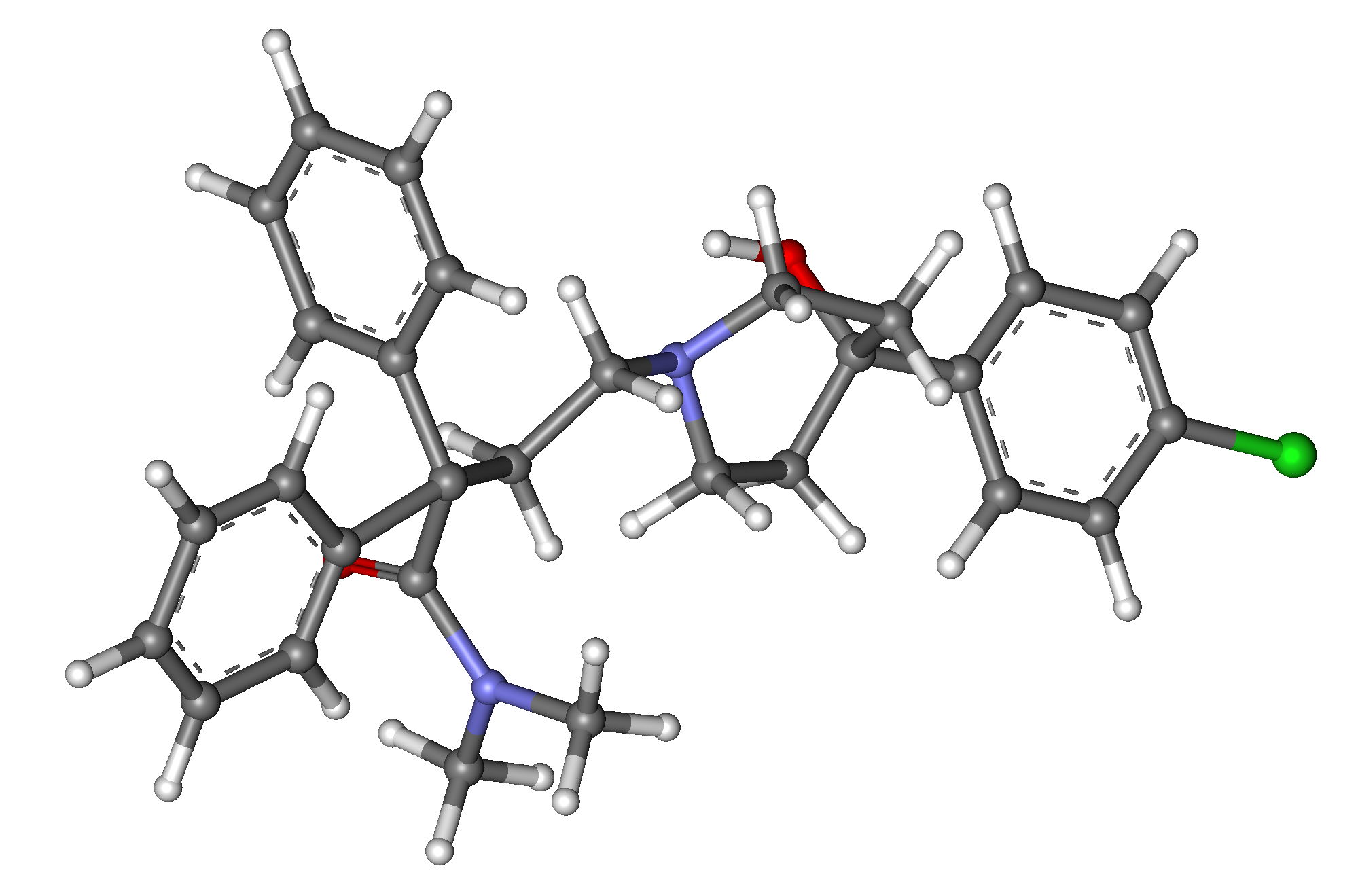
نموذج الكرة والعصا من جزيء سيبروفلوكساسين

لوبراميد مادة مقوية تعمل على مستقبلات المواد أشباه أفيونيات، وتعمل على μ-opioid receptors [الإنجليزية] في الضفيرة العضلية المعوية للأمعاء الغليظة. ولكن بمفردها لا تؤثر على الجهاز العصبي المركزي. يعمل بنفس مبدأ المورفين بتقليل نشاط الضفيرة العضلية المعوية، والتي بدورها تقلل من حركة العضلات العضلية الطولية والدائرية لجدار الأمعاء.
وهذا بدوره يزيد من مدة بقاء المواد في الأمعاء ويسمح لمزيد من الماء أن يتم امتصاصه من المادة البرازية. لوبراميد أيضاً يقلل من حركة القولون ويثبط المنعكس المعدي القولوني.

### الحائل الدموي الدماغي
لوبراميد معرض للتدفق عن طريق P-glycoprotein هذه الآلية تعمل بشكل فعال على منع اللوبراميد من عبور حاجز دموي دماغي وبهذا تحمي جهاز عصبي مركزي من التعرض له.
التعرض المستمر لمثبطات البروتين السكري مثل كوينيدين قد يسمح للوبراميد بعبور الحاجز الدموي الدماغي.و وجد أن تناول الكوينيدين مع اللوبراميد قد يؤدي إلى ركود تنفسي دلالةً على عمل رئيسي للاوبيود.
وقد وجد أن لوبراميد يسبب تعود جسمي physical dependence خلال دراسات قبل سريرية خاصة في الفئران والجرذان والقرود التي تعيش في شمال الهند. وقد لوحظت أعراض خفيفة من الابتعاد عن المواد المنومة عند الانقطاع الحاد للاستخدام المطول للحيوانات بلوبراميد.
عندما تم إعتماد لوبراميد للاستخدام الطبي في الولايات المتحدة الأمريكية، تم اعتباره كمادة مخدرة وتم وضعه في جدول 2 للمواد المحظورة عام 1970. وتم نقله إلى جدول 5 في 17-7-1977 ثم فك حظره في 3 من نوفمبر عام 1982. (المصدر: السجل الفيدرالي) 

## تاريخ
هيدروكلوريد لوبراميد تم تصنيعه أولاً بواسطة بول يانسن من يانسن للأدوية في بيرسه.
متبعاً اكتشافات سابقة ل ديفينوكسيلات في عام 1956 وفينتانيل في عام 1960.
تم نشر أول تجربة سريرية على اللوبراميد في عام 1973 في صحيفة الكيمياء الدوائية [الإنجليزية] Journal of Medicinal Chemistry 
وكان مخترعها هو أحد المؤلفين.
أجريت التجربة ضد العلاج الوهمي من ديسمبر 1974 إلى فبراير 1972 وتم نشر نتائجها في 1977 في صحيفة الأمعاء [الإنجليزية] Gut journal
وهي إصدار من المجتمع البريطاني لطب الجهاز الهضمي [الإنجليزية] British Society of Gastroenterology.
تم تسجيل الدواء في الولايات المتحدة الأمريكية عام 1973 .
في عام 1973 بدأ جانسن بالترويج للوبراميد تحت الاسم التجاري إيموديوم.
في ديسمبر 1976 حصل إيموديوم على إدارة الغذاء والدواء.
خلال فترة الثمانينات حصل إيموديوم على أفضل المبيعات كدواء مضاد للإسهال في الولايات المتحدة الأمريكية.
في مارس 1988 بدأت أورثو-ماكنيل بييع لوبراميد كأدوية متاحة بدون وصفة تحت الاسم التجاري إيموديوم A-D .
أيضاً في الثمانينات تم تصنيع لوبراميد على هيئة قطرات (قطرات إيموديوم) وشراب.مبدئياً تم تصنيعها بغرض الاستخدام للأطفال ولكن جونسون آند جونسون قامت بسحبه من الأسواق في عام 1990 بعد تسجيل 18 حالة من انسداد معوي (نتجت عن 6 حالات وفاة) في الباكستان وقد بلغت من قبل منظمة الصحة العالمية.
وفي السنوات التالية (1990-1991) تم منع استخدام المنتجات اللي تحتوي على لوبراميد من قبل الأطفال في عدد من البلدان (الذين تتراوح أعمارهم من سنتين إلى خمس سنوات).
في أواخر الثمانينات قبل انتهاء مدة تسجيل الدواء في الولايات المتحدة في 30-1-1990 , بدأت شركة McNeil بتصنيع Imodium Advanced [الإنجليزية] الذي يحتوي على لوبراميد و simethicone لعلاج إسهال وإطلاق الريح في مارس 1997 بدأت الشركة بتسجيل المركب.
وتمت الموافقة على الدواء في حزيران 1997 من قبل منظمة الغذاء والدواء الأمريكية ك Imodium Multi-Symptom Relief على هيئة حبوب للمضغ.
في نوفمبر 1993 تم تأسيس لوبراميد كقرص ينحل بالفم اعتماداً على تقنية Zydis [الإنجليزية] .
Imodium instant melts من جونسون آند جونسون هي الوحيدة المتوفرة حالياً على هيئة قرص ينحل بالفمs.
في 2013 تم إضافة لوبراميد على هيئة حبوب 2 ملغ ل قائمة منظمة الصحة العالمية للأدوية الأساسية.

## المجتمع والحضارة

### التكلفة
كدواء مكافئ يعد لوبراميد غير مكلف. التكلفة الكلية تترواح من (0.004-0.4) دولار أمريكي للجرعة الواحدة. في الولايات المتحدة الأمريكية سعره يصل إلى 0.2 دولار أمريكي للجرعة.

### الأسماء التجارية
تم ترويج لوبراميد أساساً كإيموديوم وهناك الكثير من الأسماء التجارية الأخرى.